# Kenge
Kenge ou Quenge é a capital da província de Cuango, na República Democrática do Congo. Em 2010 foi estimada uma população de 41.612 habitantes.